# Hypoplectrus atlahua
Hypoplectrus atlahua, thường được gọi là cá mú Jarocho, là một loài cá biển thuộc chi Hypoplectrus trong họ Cá mú. Loài này được mô tả lần đầu tiên vào năm 2013.

## Từ nguyên
Loài cá này được đặt theo tên của thần nước Atlahua, một vị thần trong thần thoại Aztec, người bảo trợ các ngư dân và cung thủ.

## Phân bố và môi trường sống
H. atlahua có phạm vi phân bố ở Tây Bắc Đại Tây Dương. Loài này được tìm thấy trong vịnh Mexico, đã được quan sát tại Bajo de Tuxpan và đảo Lobos. Môi trường sống của H. atlahua chưa được khảo sát. Hai mẫu vật của loài cá này được thu thập ở độ sâu khoảng 20 m.

## Mô tả
Mẫu vật có chiều dài cơ thể lớn nhất ở H. atlahua với kích thước được ghi nhận là 10,4 cm. Cơ thể và đầu đều có màu nâu sẫm. Một vòng màu tím quanh mắt, bên dưới mắt có một hàng chấm. Nhiều đốm màu tím trên má và hai bên mõm. Trên nắp mang có 4 đường sọc màu tím, trải dài xuống ngực. Các vây tiệp màu với cơ thể, ngoại trừ vây ngực trong suốt. Vây lưng mềm và vây hậu môn hầu hết không có vảy.
Số gai ở vây lưng: 10; Số tia vây mềm ở vây lưng: 14 - 15; Số gai ở vây hậu môn: 3; Số tia vây mềm ở vây hậu môn: 7; Số gai ở vây bụng: 1; Số tia vây mềm ở vây bụng: 5; Số tia vây mềm ở vây ngực: 13; Số vảy đường bên: 55 - 57; Số lược mang: 17 - 23.